# Warlock (Charmed)
Los warlocks son personajes ficticios de la serie de televisión Charmed. En las traducciones al español de la serie son llamados erróneamente "brujos".
En Charmed, los Warlocks son una raza de seres malignos. Antes de esta serie de la WB, "Warlock" era el término utilizado como masculino de bruja; por ejemplo, en la serie de televisión Bewitched, el padre y los tíos de Samantha son llamados así.

## Historia
Todas las brujas deben seguir una regla importante de la Rede Wiccana: "Haz lo que quieras mientras a nadie dañes". Cuando un brujo cruza la línea y usa sus poderes para dañar a otros, el o ella sucumbirá ante su lado oscuro y se convertirá en un Warlock.
Como un humano, un Warlock nace y crece, naturalmente viene de padres Warlocks o con herencia de bruja que traicionan su juramento; pero, a diferencia de los humanos, los Warlocks no sangran (aunque esto es contradicho en los últimos episodios) y poseen ojos extremadamente sensibles a la luz brillante. Son considerados como las formas de maldad de más bajo nivel y están atados a seres demoníacos de alto nivel. Los Warlocks son los equivalentes malvados de los brujos.
Los medio-warlocks (con padres mortales) no son intrínsecamente malvados, aunque están predispuestos al mal. Hay una forma de limpiar su lado Warlock; para esto requieren hacer un compromiso con la bondad, como entrar al sacerdocio. Un medio-Warlock tiene debilidades humanas normales, pero posee poderes de Warlock.

## Metas
Los Warlock lucen igual a los humanos pero tiene una meta específica y peligrosa: matar a las brujas y robar sus poderes. Al punto de la muerte un Warlock captura la magia que fluye en el cuerpo de una bruja, obteniendo sus habilidades. Su objetivo principal son las brujas, pero también son capaces de robar los poderes de otros seres supernaturales que destruyan, aunque corran el riesgo de causar la ira de los demonios por matar a aquellos que sirven al mal.

## Poderes
Como las brujas, los Warlock poseen una variedad de poderes individuales así como la habilidad de realizar hazañas mágicas, como lanzar hechizos. Las Halliwell identifican a cualquier ser con el poder de "parpadear" (teletransportarse de un lugar a otro en un parpadeo) como Warlock, aunque no todos han mostrado esta habilidad. Debido a su sensibilidad a la luz, una luz cegadora los desorienta, haciéndolos incapaces de "parpadear" temporalmente. Algunos Warlocks también poseen habilidades como la transformación, telequinesis, piroquinesis, congelar el tiempo, absorción de memoria, proyección astral y de energía. 
La principal habilidad que todos los Warlock poseen es absorber las habilidades mágicas de las brujas que han asesinado.

## Sub-especies de los Warlocks
- Colectores: Warlocks que son capaces de drenar el conocimiento a través de unas agujas ubicadas en sus dedos. También poseen los poderes de parpadeo e invulnerabilidad. Después de drenar la información de sus víctimas, ellas pierden parte de la memoria y quedan catatónicos. Un colector también puede regresar la información en la cabeza de la víctima, lo que regresaría a la persona. La gran debilidad de un colector es su sed de conocimiento.
- Warlock Dragón: Conocidos por ser los más fieros y peligrosos asesinos de brujas que hay. Tiene el poder de lanzar fuego, volar y poseen fuerza superhumana.
- Warlock Familiar: Cuando el familiar de una bruja decide traicionar a su protegido, se convierte en un Warlock tomando forma humana. Los poderes de la bruja asesinada por su familiar son transferidos al nuevo Warlock en el proceso. Después de su transformación, el nuevo Warlock debe perder toda naturaleza de familiar antes de media noche de la siguiente luna llena para convertirse en invencible. En el caso de un familiar felino, el Warlock debe morir 9 veces para ganar una décima vida inmortal.
- Warlock de tres ojos: Un Warlock del futuro que tiene un tercer ojo que emite un rayo mortal para asesinar inocentes.

## Momentos importantes de los Warlocks
Existió un "Poder de Tres Maligno" constituido por tres hermanos Warlocks con poderes similares a las Halliwell. Prue es capaz de ayudar a uno de ellos a deshacerse de su lado de Warlock y destruir a sus hermanos.
Cuando La fuente de todo mal fue herido en batalla por la hermanas, había una facción de Warlocks que querían usurpar el inframundo. Los Warlocks de la facción poseían muchos poderes, muchos de los cuales, robaron de demonios, garantizando su muerte a manos de otros demonios si fallaban. Las Halliwell mataron varios de ellos cuando recuperaron el Anillo de Inspiración en el episodio "Musa para mis oídos", pero algunos huyeron antes de morir en sus manos.
De acuerdo al episodio "La verdad es dolorosa", en un futuro cercano los científicos descubren un virus que específicamente infecta a los Warlocks, lo que lleva a la destrucción de su raza entera. Para detener este ello de pasar, el Warlock Gavin viaja desde el futuro para matar al equipo de científicos responsables del descubrimiento. Desafortunadamente para el, las hermanas lo destruyen antes de que pueda matar a todos los científicos involucrados. Si el posible futuro se cumple no es revelado. Si lo hace, la raza de los Warlocks podría llegar pronto a su fin.

## Warlocks Conocidos
- Rex Buckland
- Hannah Webster
- Nicholas
- Jeremy Burns
- Brendan, Greg y Paul Rowe
- Nigel y Robin
- Anton
- Zile
- Devlin
- Eames
- Shadow
- Bacarra
- Los Colectores
- Malcolm y Jane
- Matthew Tate
- Warlocks de tres ojos
- Tuatha (bruja maligna)
- Brujo que va tras Kit (la casa de los gatos)

- Datos: Q9095554